# Konzernmanagement
Konzernmanagement ist ein Bereich der Betriebswirtschaftslehre und umfasst alle manageriellen Fragestellungen und Aufgaben, welche speziell in Konzernen anfallen.
Neben gesetzlich vorgegebenen hoheitlichen Aufgaben der Konzernebene, wie der Konzernrechnungslegung, formuliert die Konzernebene eine Corporate Strategy und gestaltet die Corporate-Governance-Systeme des Konzerns aus.
Diese gestaltenden Aufgaben verfolgen die Zielsetzung, Unternehmenswert zu generieren, welcher erst durch den Verbund der einzelnen Konzernteile und die Existenz der Konzernzentrale und deren Aktivitäten ermöglicht wird. Gelingt es einem Konzern nicht, derartigen Mehrwert zu schaffen, und werden seine Besitzrechte mehrheitlich am Kapitalmarkt gehandelt, so wird die Unternehmung mit einem Wertabschlag, einem sog. Corporate Discount, bewertet und mittelfristig von Kapitalmarktakteuren zerschlagen. Dass der Kapitalmarkt als Markt für Unternehmenskontrolle fungiert, folgt aus Überlegungen der Portfoliotheorie.
Hinsichtlich der grundsätzlichen Ansätze, Wert durch das Konzernmanagement zu erzeugen, lassen sich drei Idealtypen an Firmen unterscheiden: (1) Der Portfolio-Optimierer (bspw. Berkshire Hathaway von Warren Buffett), (2) der vertikale Optimierer (bspw. die Continental AG) und (3) der horizontale Optimierer (bspw. die UBS AG). Mit jeder dieser drei in den Idealtypen zum Ausdruck kommenden Dimensionen der Wertgenerierung sind spezifische Ausgestaltungen und Fähigkeiten auf der Konzernebene verbunden.
Als wichtige Gestaltungsfelder des Konzernmanagements gelten im Allgemeinen:
- die Gesamtunternehmensstrategie/Corporate Strategy
- die Corporate Governance, sowie das Risikomanagement
- das Portfoliomanagement durch Akquisitionen und Desinvestitionen von Unternehmensteilen
- die Unternehmensfinanzierung.

Ein Ansatz, die zahlreichen Teilaufgaben des Konzernmanagements zu ordnen und Wertgenerierungshebel systematisch zu identifizieren, stellt das St. Galler Corporate-Management-Modell dar.